# Система багатьох одиниць
Система багатьох одиниць (СБО) — спосіб керування рухомим складом, при якому в один поїзд зчіплюється декілька локомотивів або моторних вагонів, а керування ведеться з одного поста керування та одною локомотинвою бригадою. Застосовується на електровозах, тепловозах, моторвагонному рухомому складі, трамваях і зрідка — тролейбусах. Відомі випадки використання системи багатьох одиниць для вантажних автомобілів і тракторів при перевезенні великовагових вантажів, але такі випадки поодинокі.
Якщо кола керування двох машин з'єднати паралельно, то керувати двома машинами можна буде з однієї кабіни. Для такого підключення необхідно, що б його підтримували електричні кола обох локомотивів чи моторних вагонів. Вони з'єднуються спеціальними кабелями через зовнішні роз'єми. Деякі моделі сучасного рухомого складу оснащені автозчепленнями типу Шарфенберга, які одночасно виконують механічне з'єднання та підключення електричних кіл, або ж обладнані пристроями зв'язку по радіо. Фактично по СБО працюють майже всі багатосекційні локомотиви.
Існує також СБОТ — СБО телемеханічна, при якій дроти управління машин не з'єднуються. Сигнали управління кодуються та передаються по одній парі дротів. При цьому, якщо справно працюють шифратор та дешифратор, збільшується надійність системи, так як зменшується кількість контактів в роз'ємах.

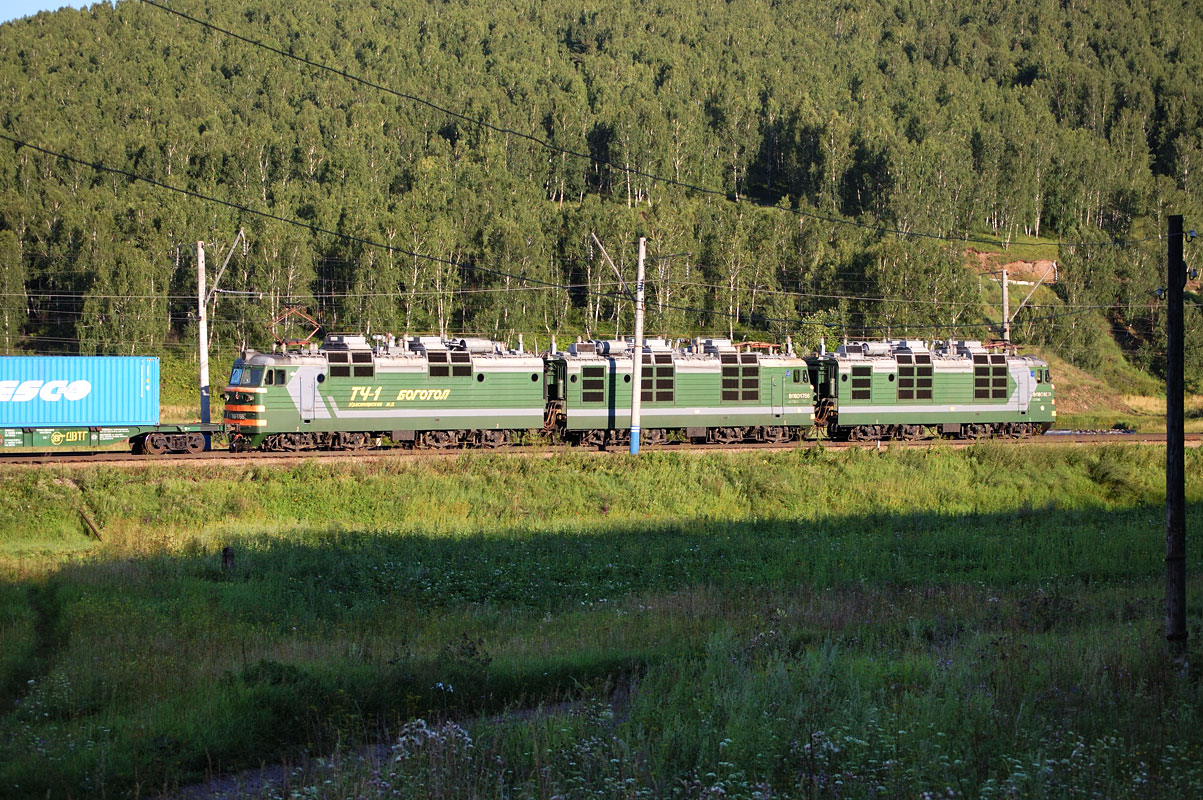
Трисекційний електровоз ВЛ80Р

## Історія

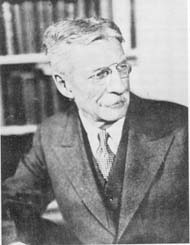
Френк Спрейг (1857—1934) винахідник СБО на залізничному транспорті

Вперше ця система була застосована американським винахідником Френком Спрейгом у 1887 році на електропоїздах Чиказької естакадної залізниці. Надалі ця система стала активно застосовуватися на електропоїздах приміських та міських залізниць, трамваях і локомотивах. Наприклад, майже у всіх метрополітенах використовуються поїзди, що працюють за СБО. На не рейковому транспорті систему вдалось вперше застосувати тільки через 79 років київському винахіднику Володимиру Векличу. У 1966 році він з'єднав два тролейбуси МТБ-82/82Д за своєю системою у потяг. Тролейбусні поїзди були успішно впроваджені більш ніж у 20 містах колишнього СРСР.

## Переваги
З'єднання моторних вагонів по СБО на залізничному транспорті має наступні переваги щодо компонування поїздів з локомотива і причіпних вагонів:
- Збільшення максимального прискорення, величина якого залежить від співвідношення числа обмоторенних і необмоторенних осей у рухомому складі. Для поїздів на локомотивній тязі ця величина становить близько 0,2-0,3 м/с², а для електропоїздів — до 1 м/с²). Це дозволяє підняти швидкість сполучення на маршрутах з частими зупинками (тобто на міському та приміському транспорті), і збільшити пропускну здатність лінії.
- Немає необхідності в обороті (перечепленні) локомотива. Для зміни напрямку руху поїзда локомотивній бригаді достатньо перейти в іншу кабіну.
- Секціонування. Поїзд з пасажирами можна за короткий час розчепити на кілька частин, які зможуть їхати окремо за різними напрямками.
- Надійність. При виході з ладу одного вагона поїзд може продовжувати рух.
- Менше осьове навантаження. Знижується навантаження на шлях від важкого локомотива.
- З'єднання по СБО локомотивів дозволяє підвищити масу поїзда і підвищити провізну спроможність ліній. Можлива організація з'єднаних поїздів, що мають локомотиви в голові і в середині (а іноді і в хвості) поїзда. Поїзд розділяється на автономні склади і займає бокові колії станцій, а по перегону слідує єдиним цілим і використовує одну нитку графіка. Також СБО дозволяє зменшити кількість локомотивних бригад.

## СБО на рухомому складі залізниць СРСР та України
До революції моторвагонна електрична тяга застосовувалась на під'їздних коліях 1000мм в районі міста Лодзь. Вперше в СРСР СБО на залізничному рухомому складі було застосовано в 1926 році на електровагонах Баку-Сабунчинської залізниці, в 1929 році на електровагонах Сд в Московскій приміській зоні.
Фактично по СБО працюють майже всі багатосекційні локомотиви - електровози ВЛ11, ВЛ80С, ДС3, ЧС7, ЧС8, тепловози 2ТЕ116, 2ТЕ10.

## СБО на тролейбусах

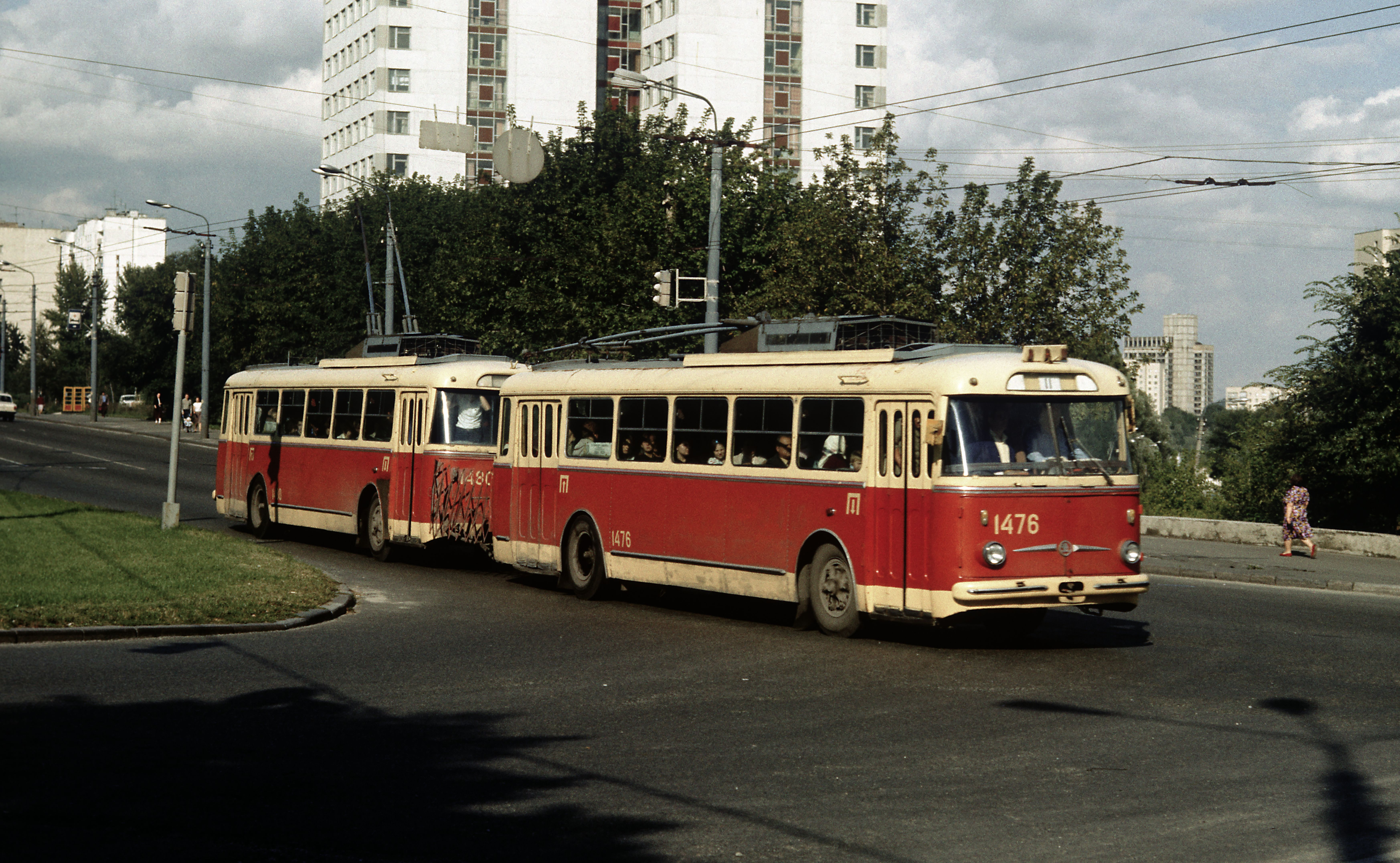
Поїзд з двох тролейбусів Škoda 9Tr з'єднаних за системою Володимира Веклича з удосконаленим поворотно-зчепним пристроєм у Києві, 1986

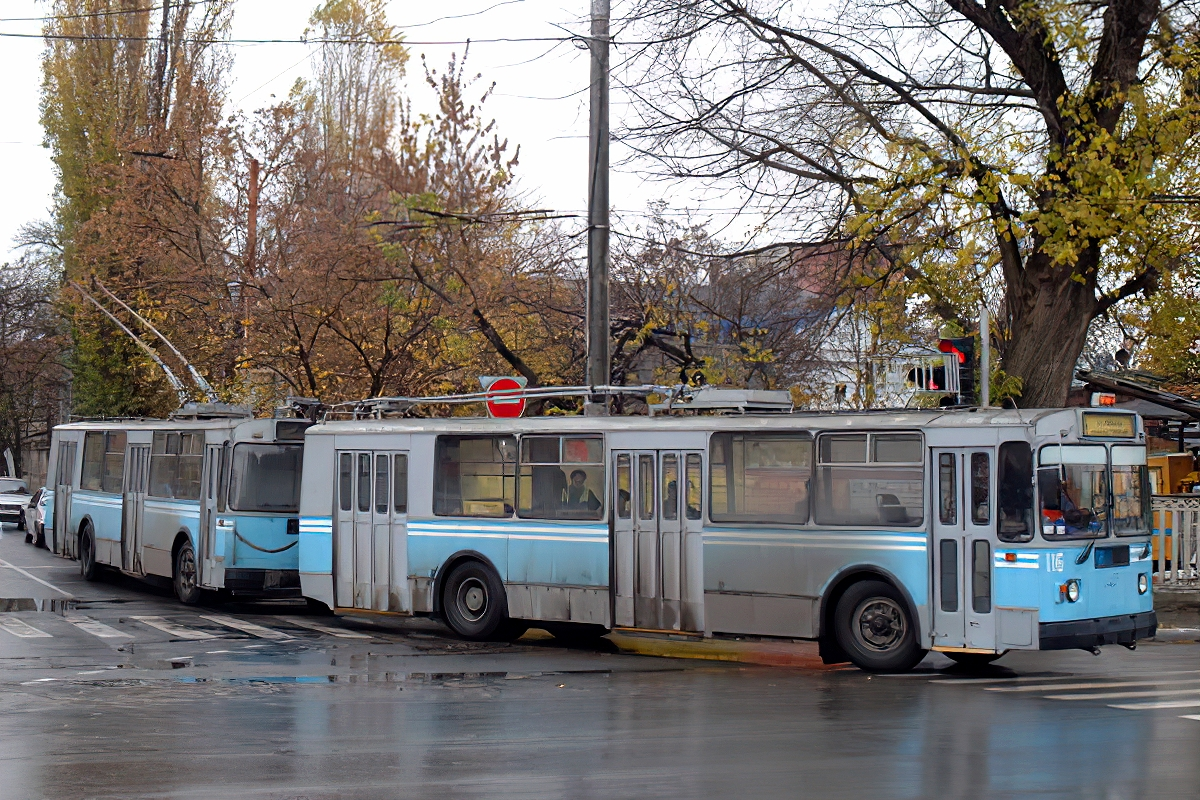
Поїзд з двох тролейбусів ЗіУ-9 з'єднаних за системою Володимира Веклича у Краснодарі

Тролейбусні поїзди, які зчіпляються з двох одиниць тролейбусів за допомогою системи Володимира Веклича
, є суто українським винаходом. Молодого 26-річного директора-новатора київського депо № 2 на винахід спонукав гострий дефіцит водіїв, необхідність підвищення рентабельності перевезень та наявність маршрутів з надзвичайно великим пасажиропотоком (які переважно проходили по завантажених вулицях з обмеженою пропускною спроможністю), з яким не могли впоратися поодинокі тролейбуси (особливо маршрути № 6 та 18). Вирішити ці проблеми можна було лише запровадивши тролейбусні поїзди. На це винахіднику знадобилося два роки наполегливої праці, досліджень та іспитів своєї системи.
Перший у світовій практиці тролейбусний поїзд було створено Векличем Володимиром Пилиповичем у київському депо № 2 з використанням двох тролейбусів марки МТБ-82/82Д, з'єднаних за системою Володимира Веклича у потяг. Його пробна експлуатація почалася 12 червня 1966 року на маршруті № 6 міста Києва. Поїзди МТБ отримали широке розповсюдження. Тільки в Києві за період з жовтня 1967 року до липня 1968 року їх було сформовано 48 одиниць  . Економічний ефект від їхнього впровадження тільки на маршруті № 6 в Києві за 1968 рік, де використовувалося 25 тролейбусних поїздів, склав близько 160 тис. крб.   (в цінах 1968 року це 32 легкові машини Москвич-412). 
Пізніше Володимиром Векличем була вдосконалена його система так, що дозволяла швидко роз'єднувати тролейбусні поїзди МТБ прямо на маршруті між ранковими і вечірніми годинами пік. Після роз'єднування водій поїзда продовжував рух у першому тролейбусі, а водій наступного за ним поїзда пересаджувався у другий. Поїзд, що звільнився, залишався на маршруті для відстою або ж прямував в депо для профілактичного огляду. У 1968 році винахідник успішно закінчив роботу по адаптації своєї системи до тролейбусів Škoda 9Tr. На їх основі  Київським заводом електротранспорту і Ленінградським заводом по ремонту міського електротранспорту була розроблена робоча документація з подальшим впровадженням поїздів більше ніж у 20 містах СРСР. Максимальна кількість тролейбусних поїздів Škoda 9Tr — 296 одиниць експлуатувалось у Києві у 1983 році, що складало 55 відсотків від всього парку київських тролейбусів. Використання поїздів тільки у Києві у 1983 році дозволило підняти провізну спроможність тролейбусного транспорту в 1,6 рази і зменшити потребу у водіях на 800 чоловік . Економічний ефект від впровадження одного поїзду в рік у Києві становив 3258 руб., а всього по Києву з початку експлуатації по кінець 1989 року 12,676 млн.руб. Створений Векличем транспортний засіб був настільки вчасним і затребуваним, що його виробництво було поставлено на промислову основу задовго до того, як він отримав право на життя.
Тролейбусні поїзди до 1976 року експлуатувались нелегально, хоча тільки в Києві їх було більше 160 одиниць. Тільки відсутність аварій з вини їхньої конструкції не створило проблем. Перед початком їх експлуатації необхідно було провести приймальні випробування і розробити відповідні Технічні умови, що не було зроблено, так як Державтоінспекції СРСР, не могла визначитися з організацією, якій можна було б доручити цю нестандартну задачу. Бо досвіду випробувань нерейкових поїздів ні в кого не було. Тільки в 1975 році на це уповноважили ДАІ УРСР. Введенням в дію ТУ «Поїзд тролейбусний» 31.03.1976 поїзди були узаконені .
Максимальна кількість тролейбусних поїздів Škoda 9Tr, що експлуатувалися на одному маршруті, — близько 60 одиниць на маршруті № 18 в Києві.
У то й же час у Чехословаччині були створені тролейбуси Skoda 12Tr, електрообладнання яких дозволяло з'єднувати їх по СБО без додаткового переобладнання у депо, але серійно вони не випускалися.
Логічно, що при використані в СБО вмістимість тролейбуса збільшилась рівно вдвічі. При цьому водій лишався один. СБО пізніше застосували і на ЗіУ-9.
Міста СРСР, де працювали тролейбусні поїзди:
| Місто                 | Тип       | Рік початку роботи    |
| --------------------- | --------- | --------------------- |
| Київ                  | МТБ-82Д   | 1966                  |
| Київ                  | Skoda 9tr | 1968                  |
| Москва                | МТБ-82Д   | 1970                  |
| Москва                | ЗіУ-9     | 1972                  |
| Дніпропетровськ       | Skoda 9tr | 1974                  |
| Севастополь           | Skoda 9tr | 1976                  |
| Рига                  | Skoda 9tr | 1976-2001             |
| Одеса                 | ЗіУ-9     | 1990-2006             |
| Таллін                | Skoda 9tr | 1981                  |
| Алма-Ата              | ЗіУ-9     | 1981                  |
| Ленінград             | ЗіУ-9     | 1981                  |
| Нижній Новгород       | ЗіУ-9     | 1983                  |
| Комунарськ (Алчевськ) | ЗіУ-9     | 1988                  |
| Самара                | ЗіУ-9     | 1986 - початок 2000-х |
| Чита                  | ЗіУ-9     | 1986                  |
| Омськ                 | ЗіУ-9     | 1986                  |
| Новосибірськ          | ЗіУ-9     | 1989                  |
| Донецьк               | ЗіУ-9     | 1989                  |
| Харків                | ЗіУ-9     | 1989                  |
| Херсон                | ЗіУ-9     | 1989                  |
| Миколаїв              | ЗіУ-9     | 1990                  |
| Тольятті              | ЗіУ-9     | 1991                  |
| Кемерово              | ЗіУ-9     | 1991                  |
| Краснодар             | ЗіУ-9     | 1991                  |
| Челябінськ            | ЗіУ-9     | 1991?                 |